# Racine de corail
Corallorhiza trifida
Espèce
Statut CITES
La Racine de corail, coralline ou corallorhize trifide (Corallorhiza trifida) est une espèce de plantes à fleurs de la famille des Orchidaceae. C'est une orchidée terrestre holarctique du genre Corallorhiza.

## Description
C'est une petite plante rhizomateuse formant des inflorescences dépourvues de feuilles vertes. Ses fleurs, de quelques millimètres de longueur, ont les sépales et pétales verts hormis le labelle blanchâtre, et un éperon atrophié, se réduisant à une petite bosse.

## Distribution et écologie
On la rencontre en Amérique du Nord et en Eurasie.
En Europe, c'est une plante montagnarde à boréale des sous-bois d’épicéa, des hêtraies-sapinières d'altitude ou des tourbières boisées. Elle se développe dans des sols acides neutres ou alcalins mais très humifères.

## Statut
En France, l'espèce est classée "NT" : Near Threatened, quasi menacé.
Elle est protégée en régions Alsace, Midi-Pyrénées, Auvergne, Franche-Comté et Lorraine.
Elle est protégée et rarissime en Ardenne belge.

## Galerie

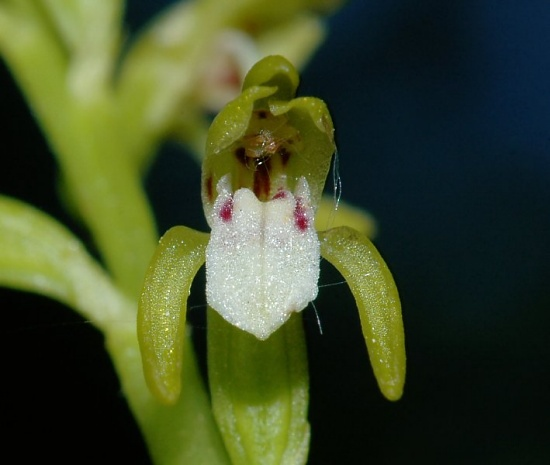
Fleur.
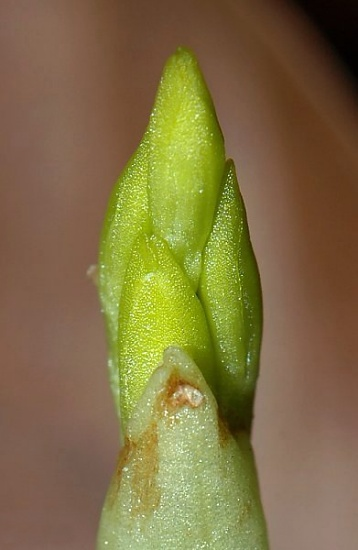
Bourgeons.